# Ritchie Perry
Pour les articles homonymes, voir Perry.
Ritchie Perry, né en 1942, est un auteur britannique de roman policier, roman d’espionnage et littérature d’enfance et de jeunesse. Il a également donné deux romans de mœurs signés John Allen, deux de ses propres prénoms.

## Biographie
Il fait ses études supérieures à l’Université d'Oxford, où il obtient un diplôme en histoire avec mention en 1964. Il travaille ensuite pendant deux ans comme gestionnaire de stagiaires pour la Bank of London et séjourne pour son emploi au Brésil.   Il a d’ailleurs publié un ouvrage sur ce pays en 1977.
En 1966, il devient professeur successivement dans divers établissements scolaires, avant de se fixer à Luton, dans le Bedfordshire, en 1975. En 1976, il se marie.  Son épouse et lui auront deux filles.
Il amorce une carrière littéraire à l’aube des années 1970 en publiant les aventures de George H. Ghastly, destinés aux jeunes adolescents. Il donne ensuite des romans d’espionnage à l’humour sardonique mettant en scène Philis, le super agent secret. Ce héros, qui travaille pour le compte d’un certain Pawson du SR 2, un obscur service d’espionnage vaguement lié au gouvernement, est envoyé en mission aux quatre coins de l’Europe et de l’Amérique du Sud, là où surgissent des événements politiques qui pourraient avoir de fâcheuses conséquences sur les intérêts britanniques.
Ritchie Perry a également publié des romans policiers ayant pour héros Frank MacAllister, ainsi que les Fenella Fang, des romans de littérature d’enfance et de jeunesse qui mêlent le fantastique, le récit d’horreur et la science-fiction.  

## Œuvre

### Romans

#### SériePhilis
- The Fall Guy (1972) Publié en français sous le titre Le Petit Jeu de Mélanie, Paris, Librairie des Champs-Élysées, Le Masque no 1332, 1974
- The Nowhere Man ou A Hard Man to Kill (1973) Publié en français sous le titre Le brouillard se dissipe, Paris, Librairie des Champs-Élysées, Le Masque no 1386, 1975
- Ticket to Ride (1973) Publié en français sous le titre Rien ne sert de doubler, Paris, Librairie des Champs-Élysées, Le Masque no 1407, 1975
- Holiday with a Vengeance (1974)
- Your Money and your Wife (1975)
- One Good Death Deserves Another (1976)
- Dead End (1977)
- Dutch Courage (1978)
- Bishop's Pawn (1979)
- Grand Slam (1980)
- Fool's Mate (1981)
- Foul Up (1982)
- Kolwezi (1985)

#### SérieFrank MacAllister
- MacAllister (1984)
- Presumed Dead (1987)

#### Autre roman policier
- Comeback (1991)

#### Romans non-policiers signés John Allen
- Copacabana Stud (1977)
- Up Tight (1979)

### Littérature d’enfance et de jeunesse

#### SérieGeorge H. Ghastly
- George H.Ghastly (1970)
- George H.Ghastly to the Rescue (1983)
- George H.Ghastly and the Little Horror (1985)

#### SérieFenella Fang
- Fenella Fang (1986)
- Fenella Fang and the Great Escape (1987)
- Fenella Fang and the Wicked Witch (1989)
- Fenella Fang and the Time Machine (1991)

#### Autres romans
- The Creepy Tale (1989)
- The Runton Werewolf (1994)

### Recueils de nouvelles
- Freaky Stories (1999)
- Spooky Stories (1999), en collaboration avec Colin Dann

### Théâtre
- Tales of the Darkness (2007)

### Autre publication
- Brazil: the Land and its People (1977)

## Sources
- Jacques Baudou et Jean-Jacques Schleret, Le Vrai Visage du Masque, vol. 1, Paris, Futuropolis, 1984, 476 p. (OCLC 311506692), p. 342-343.
- (en) John M. Reilly (Ed.), Twentieth-century crime and mystery writers, New York, St. Martin's Press, coll. « Twentieth-century writers of the English language », 1982 (réimpr. 1991), 2e éd., 1568 p. (ISBN 978-0-312-82417-4, OCLC 6688156), p. 705-706.